# División de Honor Femenina 1996-97
La División de Honor Femenina 1996-97 fue la IX edición de la Primera División Femenina de España. 
El St. Vicent Valencia se proclamó campeón por primera vez en su historia. 

## Sistema de competición
El campeonato fue organizado por la Real Federación Española de Fútbol.
El torneo se desarrolló en dos fases. 
En la primera fase, los equipos contentientes se repartieron en cuatro grupos, siguiendo criterios de proximidad geográfica. Siguiendo un sistema de liga, los equipos de cada grupo se enfrentaron todos contra todos en dos ocasiones. El orden de los encuentros se decidió por sorteo antes de empezar la competición.
La clasificación final se estableció con arreglo a los puntos obtenidos en cada enfrentamiento, a razón de tres por partido ganado, uno por empatado y ninguno en caso de derrota. 
Finalizada la fase de liga regular, los campeones de cada uno de los cuatro grupos se clasificaron para la liga de campeones, en la que se decidió el ganador del torneo por encuentros de eliminación directa disputados en terreno neutral.

## Resultados y clasificaciones

### Fase regular
| Grupo     | Campeón          | Subcampeón  |
| --------- | ---------------- | ----------- |
| Grupo I   | Añorga KKE       | Oiartzun KE |
| Grupo II  | Guillén Lafuerza | Butarque    |
| Grupo III | San Vicente CFF  | CE Sabadell |
| Grupo IV  | CD Híspalis      | ??          |

### Fase final
| Pos | Equipo           | Ptos |
| --- | ---------------- | ---- |
| 1   | San Vicente CFF  | 15   |
| 2   | Añorga KKE       | 10   |
| 3   | Guillén Lafuerza | 5    |
| 4   | CD Híspalis      | 4    |

- Datos: Q55601511